# Cruz y Ortiz
Cruz y Ortiz is een van origine Spaans architectenbureau met een hoofdvestiging in Sevilla. Het bureau werd in 1974 opgericht door Antonio Cruz Villalón en Antonio Ortiz García. Cruz y Ortiz is in Nederland vooral bekend vanwege de verbouwing van het Rijksmuseumgebouw in Amsterdam, waarvoor ze in 2013 werden onderscheiden met de Internationale Architectuurprijs van Spanje (Premio de Arquitectura Española Internacional).

## Biografische schets
Antonio Cruz Villalón werd in 1948 geboren in Sevilla. In 1971 studeerde hij af als architect aan de Escuela Técnica Superior de Arquitectura in Madrid. Antonio Ortiz werd in 1947 geboren, eveneens in Sevilla. Hij studeerde aan dezelfde school in Madrid en beëidigde zijn studies in 1974, waarna hij enige tijd samenwerkte met Ricardo Aroca en Rafael Moneo. Beiden gaven les, zowel aan de Escuela de Arquitectura in Sevilla, als aan de gerenommeerde ETH Zürich en de Graduate School of Design van Harvard University.

## Projecten

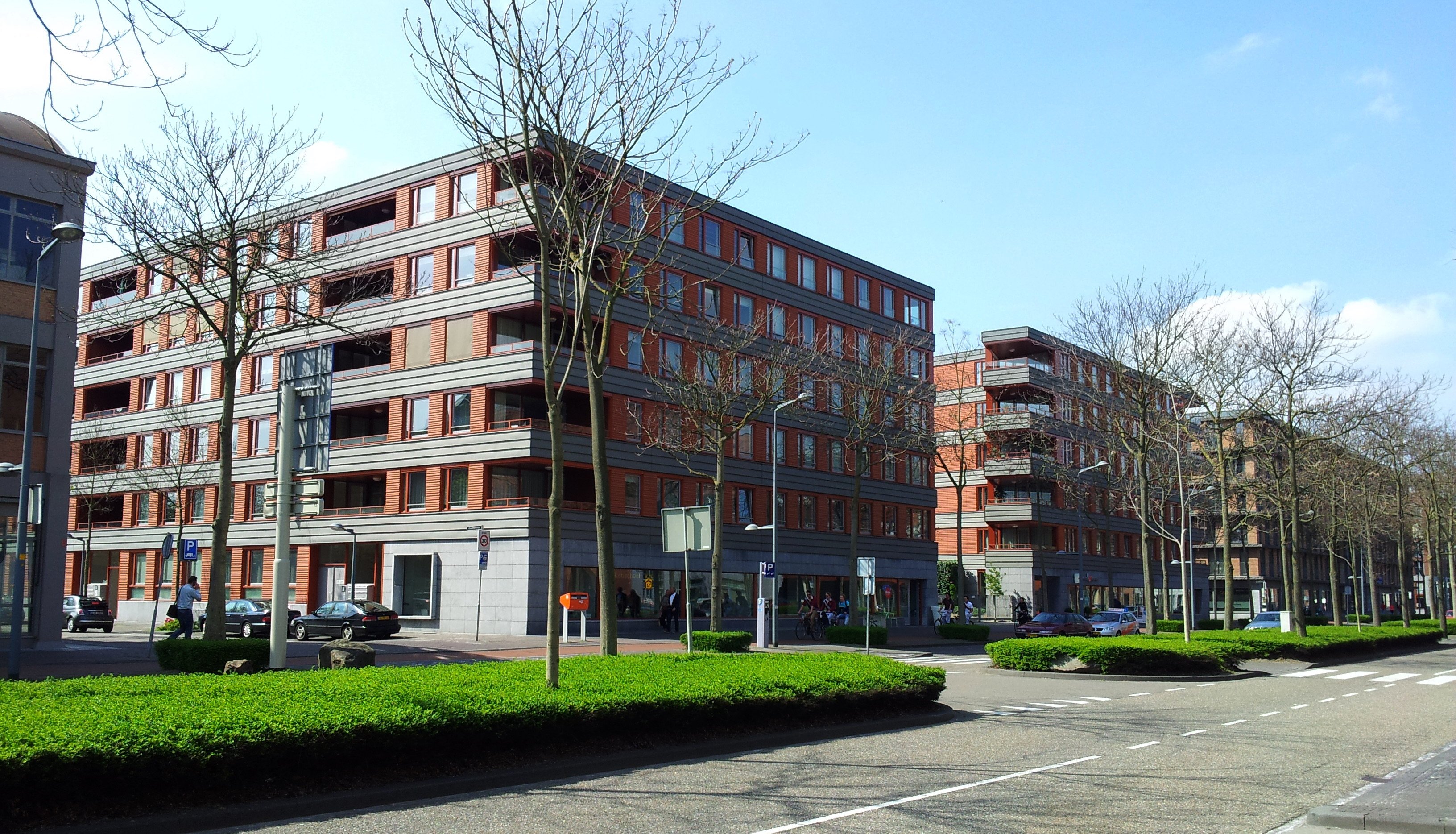
Patio Sevilla, Maastricht-Céramique

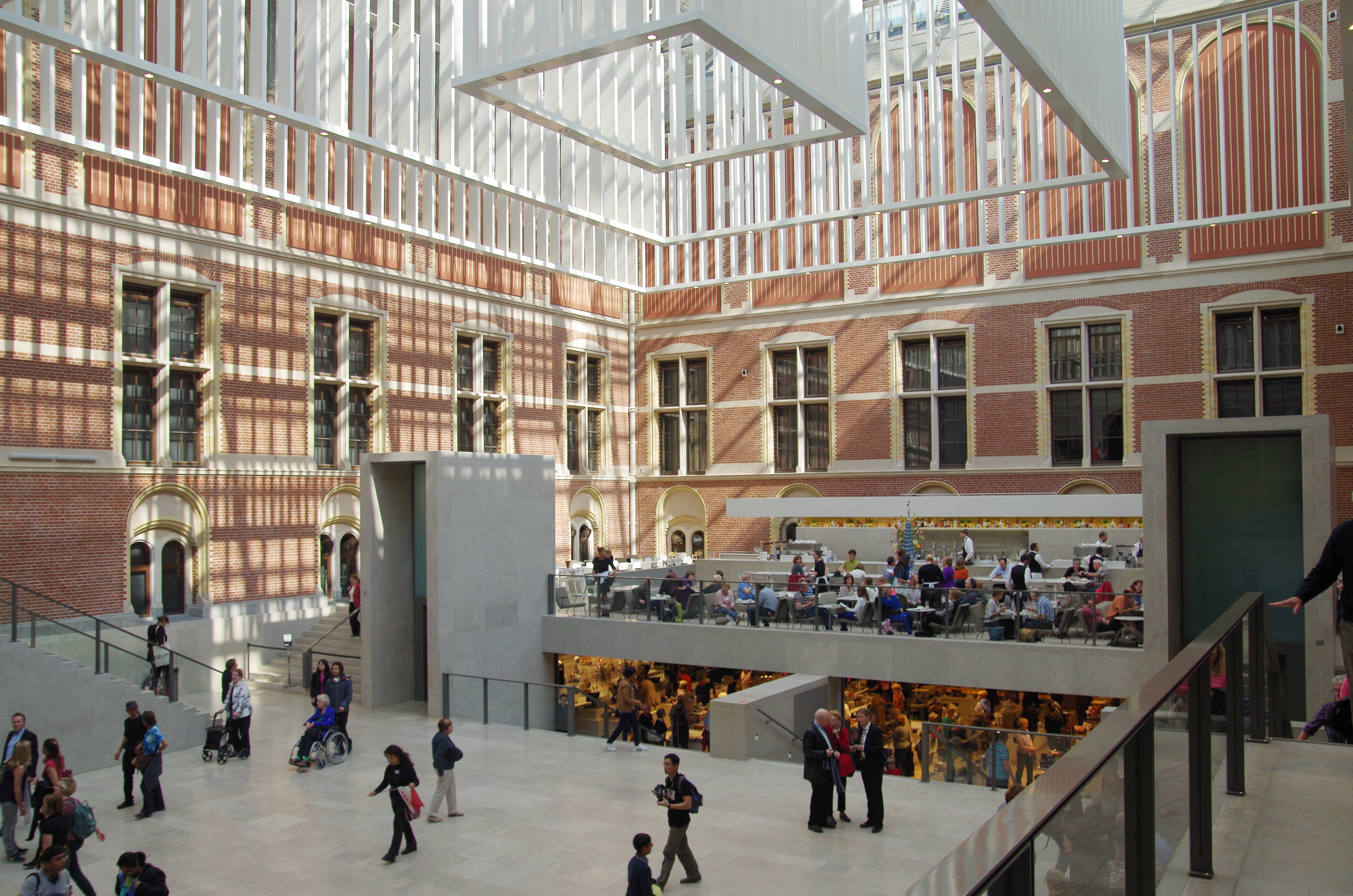
Bezoekershal Rijksmuseum Amsterdam

Sinds de veelomvattende verbouwing van het Rijksmuseum Amsterdam heeft Cruz y Ortiz een kantoor in Amsterdam met als lokale partner en projectleider Muriel Huisman. In Nederland zijn verdere voorbeelden van hun werk te vinden op het Java-eiland in Amsterdam, in de wijk Céramique in Maastricht (appartementencomplex Patio Sevilla) en in de wijk Leidsche Rijn-Centrum in Utrecht.
- 1973–1976 Woningbouwproject Calle Doña María Coronel, Sevilla
- 1977–1980 Woningbouwproject Calle Lumbreras, Sevilla
- 1986–1989 Woningbouwproject Caravanchel, Madrid
- 1986–1989 Verbouwing Candelaria bastion tot Maritiem Museum, Cádiz
- 1987–1992 Santa Justa treinstation, Sevilla
- 1988–1992 Woningbouwproject Tharsis, Huelva
- 1988–1991 Spaans Cultureel Instituut, Lissabon
- 1989–1994 Sportstadion, Madrid
- 1990–1994 Busterminal Huelva
- 1991–1995 Zetel provinciaal bestuur, Sevilla
- 1994–1996 Woningbouw Java-eiland, Amsterdam
- 1994–1995 Havengebouw Cádiz
- 1995–1999 Openbare bibliotheek, Sevilla
- 1997–2003 Uitbreiding SBB treinstation, Bazel
- 1997–2000 Olympisch Stadion, Sevilla
- 1998–2000 Spaans paviljoen Expo 2000 Hannover
- 1999–2002 Woningbouw Patio Sevilla, Maastricht
- 2002–     'Twin towers' Wilhelminapier, Rotterdam (niet uitgevoerd)
- 2003–2013 Uitbreiding Rijksmuseum, Amsterdam
- 2007-     Faculteit Geneeskunde Universiteit van Granada
- 2007-     Centrale Service Gebouw Universiteit van Granada
- 2008-     Woningen en winkels Leidsche Rijn-Centrum, Utrecht
- 2009-     Overheidskantoren in Cádiz
- 2009-     Voetbalstadion Atlético Madrid en Olympisch Stadion, Madrid
- 2011-     Renovatie en verbouw Philipsvleugel Rijksmuseum Amsterdam
- 2013-     Interieurrenovatie Hotel De Ambassade, Amsterdam
- 2013-     Prijsvraag hotel, restaurant en winkels Stadionplein, Amsterdam (tweede prijs)
- 2013-     Universiteitscampus en -gebouw SUPSI, Lugano
- 2013-     Sportcomplex Lugano

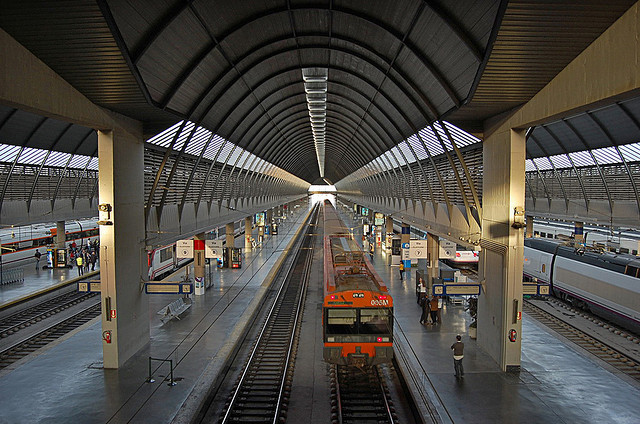
Santa Justa station, Sevilla
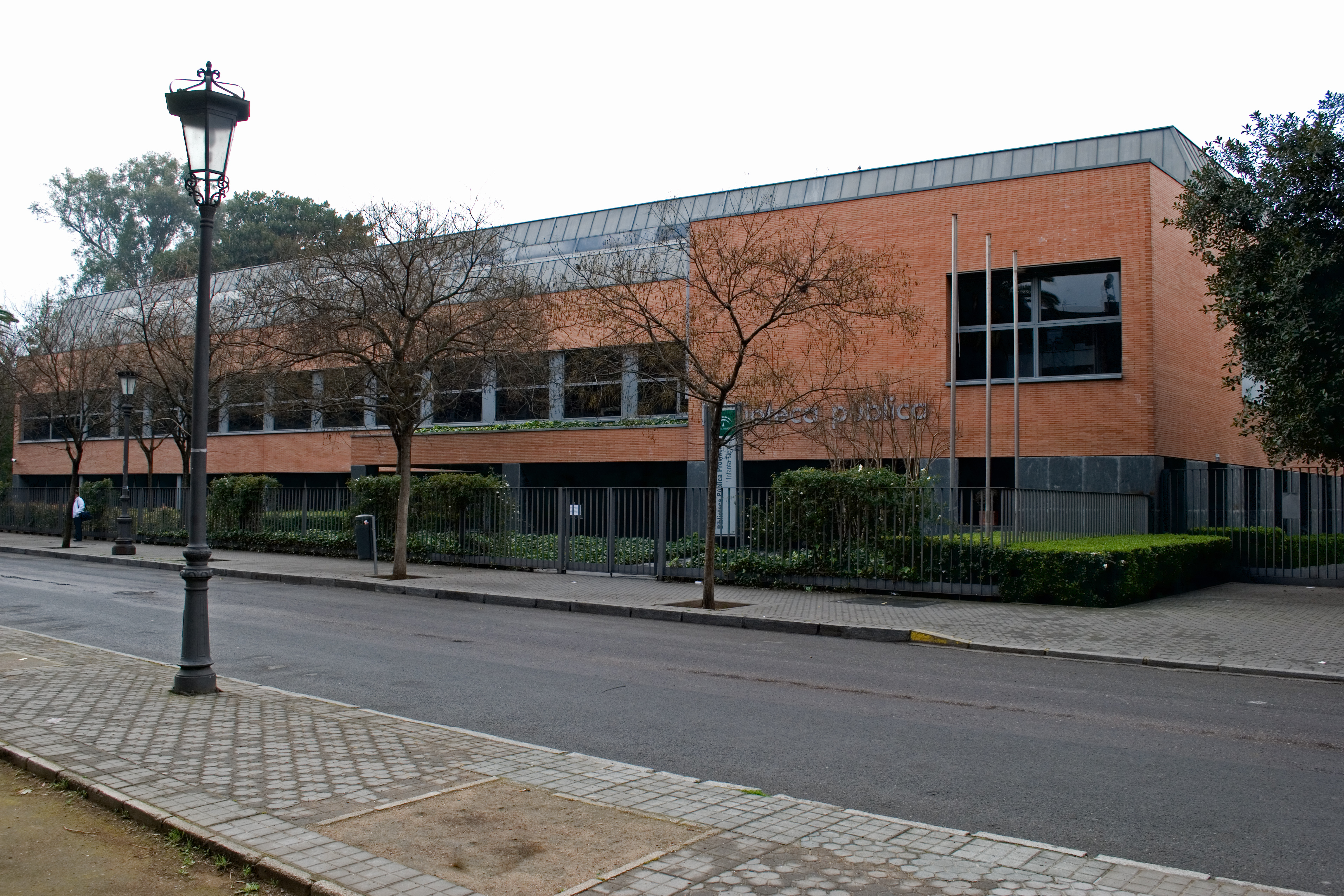
Openbare bibliotheek, Sevilla
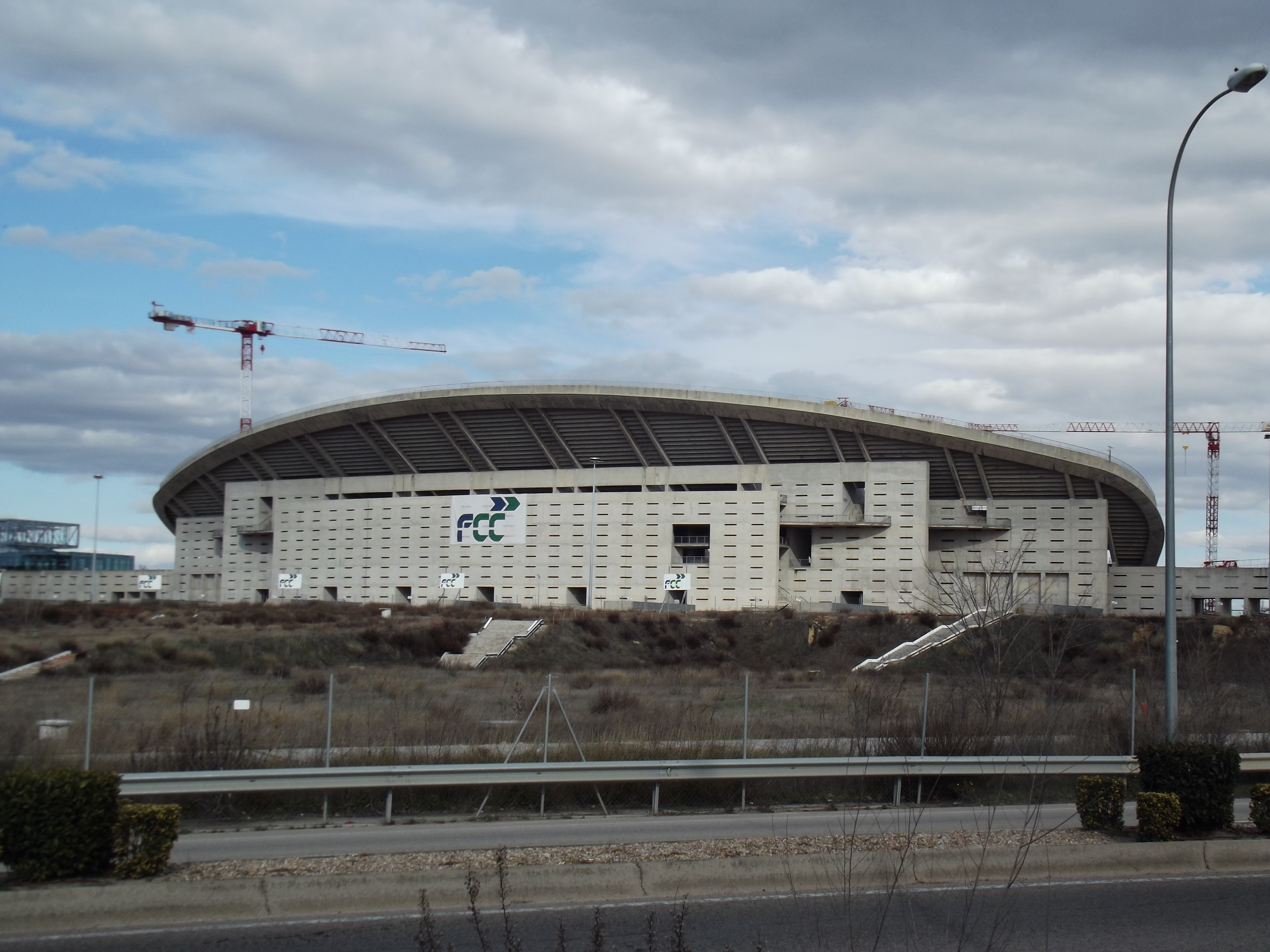
Stadion La Peineta, Madrid
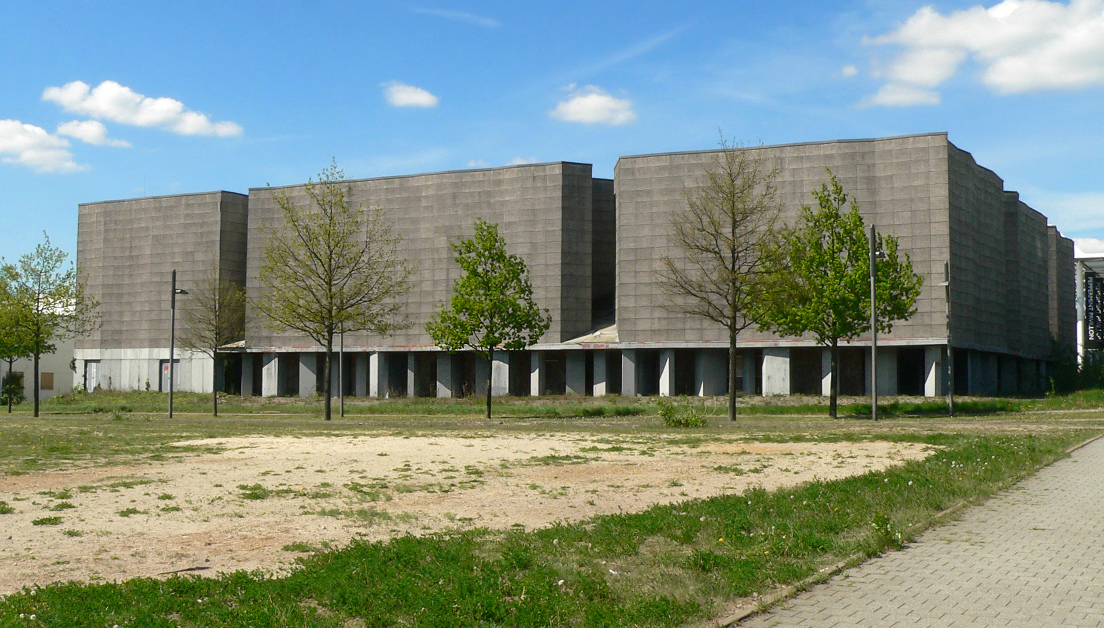
Expo 2000, Hannover